# Dove vai Bronson?
Dove vai Bronson? (Then Came Bronson) è una serie televisiva statunitense in 27 episodi trasmessi per la prima volta nel corso di una sola stagione dal 1969 al 1970.

## Trama
Jim Bronson è un giornalista deluso dal suicidio del suo migliore amico Nick e, dopo un'accesa discussione con il suo editore, anche dal suo lavoro. Decide quindi di diventare un vagabondo alla ricerca del senso della vita e delle esperienze che questa ha da offrire e decide di farlo girovagando per gli States su una motocicletta Harley-Davidson Sportster. La moto era stata precedentemente venduta da Bronson al suo amico. Dopo il suicidio di questi, la riacquista poi dalla vedova. Lungo la sua strada, quando può, Bronson aiuta le persone in difficoltà in cui si imbatte.

## Personaggi e interpreti
- Jim Bronson (27 episodi, 1969-1970), interpretato da Michael Parks.

## Produzione
La serie, ideata da Denne Bart Petitclerc, fu prodotta da MGM Television Le musiche furono composte da George Duning e Gil Melle.

### Registi
Tra i registi sono accreditati:
- Jud Taylor in 8 episodi (1969-1970)
- Paul Stanley in 4 episodi (1969-1970)
- Marvin J. Chomsky in 3 episodi (1969)

### Sceneggiatori
Tra gli sceneggiatori sono accreditati:
- Denne Bart Petitclerc in 27 episodi (1969-1970)
- T.Y. Drake in 4 episodi (1969-1970)
- Lionel E. Siegel in 3 episodi (1969-1970)
- Don Ingalls in 2 episodi (1969-1970)
- Jon Edward Manson in 2 episodi (1969-1970)
- Robert M. Young in 2 episodi (1969-1970)
- Benjamin Masselink in 2 episodi (1970)

## Distribuzione
La serie fu trasmessa negli Stati Uniti dal 24 marzo 1969 (pilot) e dal 17 settembre 1969 (1º episodio) al 1º aprile 1970 sulla rete televisiva NBC. In Italia è stata trasmessa con il titolo Dove vai Bronson?. È stata distribuita anche in Finlandia con il titolo Bronson.

## Episodi
| Stagione       | Episodi | Prima TV USA |
| -------------- | ------- | ------------ |
| Prima stagione | 26+1    | 1969-1970    |